# Schloss Eichenbarleben

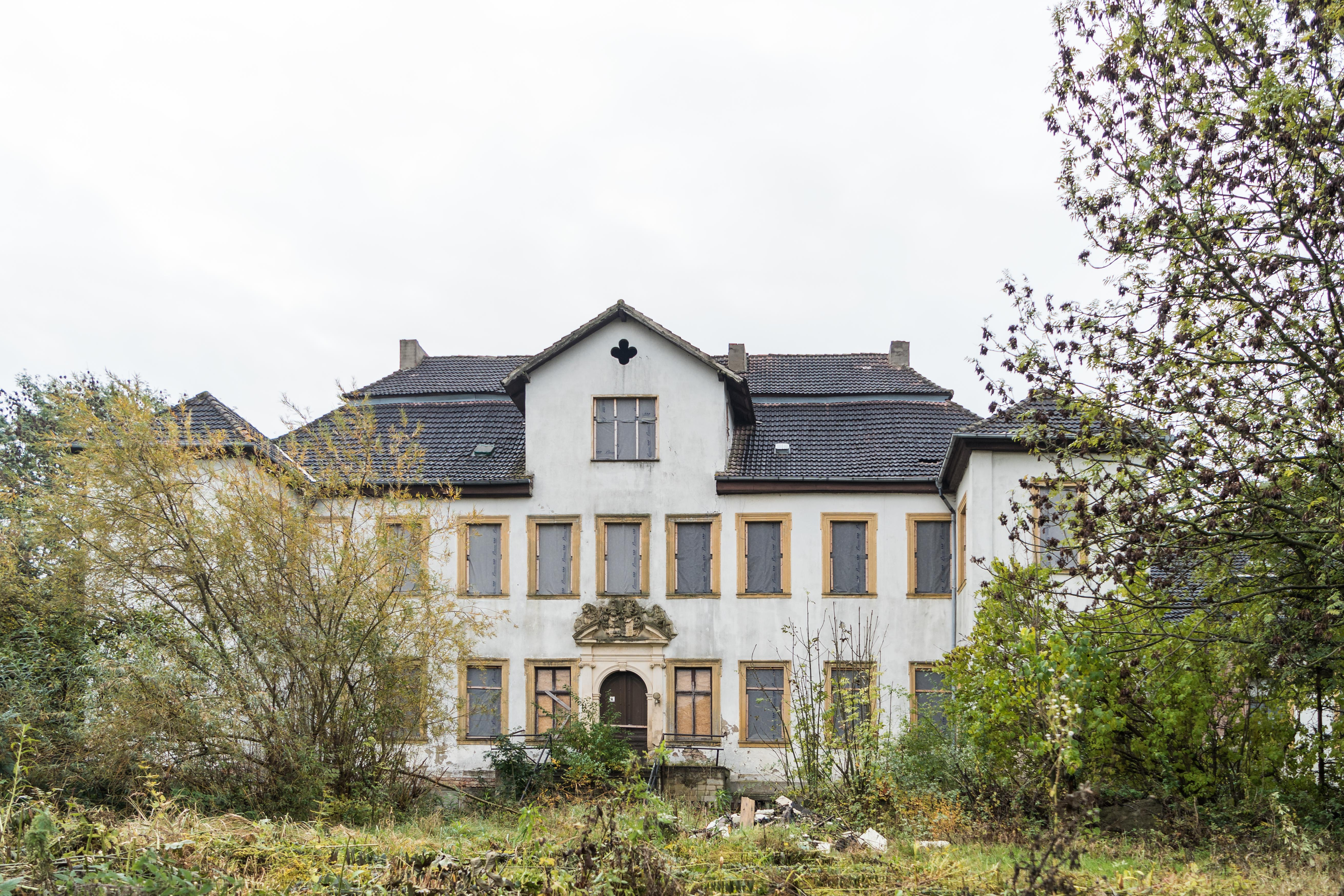
Schloss Eichenbarleben im Jahr 2015

Das Schloss Eichenbarleben (auch Herrenhaus Eichenbarleben) liegt in der Gemeinde Eichenbarleben an der Straße von Magdeburg nach Braunschweig inmitten der fruchtbaren Magdeburger Börde.

## Geschichte

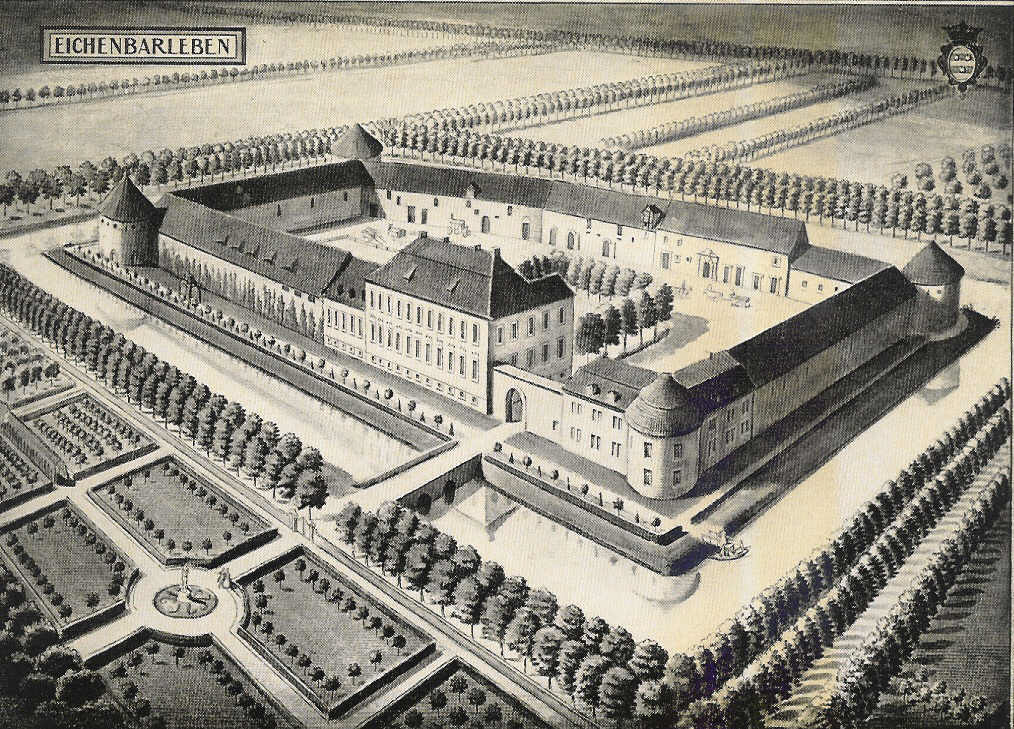
Schloss Eichenbarleben um 1750, Zeichnung von Anco Wigboldus

Es befand sich von 1453 bis 1858 im Besitz der Familie von Alvensleben.
Mit dem Schloss Hundisburg zusammen erworben, wurde es ab 1565 durch Joachim I. von Alvensleben aus Erxleben zu einer selbständigen Herrschaft erhoben und als geräumige Schlossanlage mit runden Ecktürmen für seinen jüngsten Sohn ausgebaut. Auch hier gründete Joachim eine Lateinschule, die jedoch den Dreißigjährigen Krieg nicht überlebte.
Der Nachfolger, Gebhard Johann I. von Alvensleben, richtete eine Sternwarte mit Astrolabium ein. Wohngebäude und Ecktürme der Burg mussten nach Kriegszerstörungen 1654/55 wiederhergestellt werden. 1703 gab man den erst 1654 errichteten Palas an der Nordseite des Burghofs auf, um das 1701−1703 im Auftrag von Gebhard XXVII. von Alvensleben gegenüber erbaute Herrenhaus zu beziehen, das noch heute existiert. Einige Innenräume erhielten Stuckdekorationen in Rokokoformen. Einzelheiten lassen vermuten, dass der braunschweigische Hofbaumeister Hermann Korb wie kurz zuvor im nahen Hundisburg auch in Eichenbarleben tätig war.
Über dem Eingang des Herrenhauses ist das Allianzwappen von Gebhard XXVII. von Alvensleben (1676–1704) und Helena von der Schulenburg (1676–1747) zu sehen.
Ebendiese Helene von der Schulenburg, die Witwe des Bauherrn des Herrenhauses und Schwester der Herrin in Hundisburg, ließ den Eckturm neben dem Tor und das angrenzende Gebäude als reizvollsten Teil des Ganzen für sich umgestalten. Seit 1700 war Eichenbarleben Hauptsitz einer weit verzweigten Linie, in der höhere militärische Begabung immer wieder hervortrat. Die preußischen Generäle Gustav und Constantin von Alvensleben wurden hier geboren. 1813 vom Hause Erxleben II angekauft, fiel der Burgbesitz 1858 im Erbgang an die Herren von Krosigk, die ihn bis 1945 innehatten.
Die Rekonstruktion entspricht einem Zustand, der vom Anfang des 18. Jahrhunderts bis 1870 bestanden hatte. Damals wurde das Haupttor verlegt, der Graben großenteils zugeworfen und der formale Garten als englische Anlage bis ans Haus geführt. Das im Dreißigjährigen Krieg zerstörte Schloss muss einen Bergfried und ein mit Renaissancegiebeln besetztes Herrenhaus besessen haben. Die im Hintergrund sichtbare Kirche, von Margaretha v. d. Asseburg, der Witwe Joachims, erbaut und durch Helene v. d. Schulenburg barock erneuert, ist mit interessanten Grabmälern des 16.−18. Jahrhunderts geschmückt. Sie vermitteln eine gute Vorstellung von der damaligen Bedeutung der Burg.
2003 wurde das heruntergekommene Schloss für 15.000 € bei der Deutsche Grundstücksauktionen AG angeboten. Es wurde privat erworben, eine Sanierung ist aber bislang nicht erfolgt.

## Persönlichkeiten
- Andreas I. von Alvensleben (1495–1565) war Burgherr auf Burg Calvörde sowie Schlossherr von Schloss Eichenbarleben und Schloss Randau.